# محبة النحاس الفتاكة
محبة النحاس الفتاكة (الاسم العلمي: Cupriavidus necator) هي نوع من البكتيريا، سلبية الغرام، تتبع جنس محبة النحاس.